# Tracheallunge
Die Tracheallunge ist ein Organ mancher Schlangen und Schleichenlurche, das sich im Vorderkörper, am hinteren Teil der Luftröhre befindet und den Reptilien eine zusätzliche Atmungsmöglichkeit gibt. Beim Verschlingen einer großen Beute können die eigentlichen Lungen zusammengedrückt werden. Die Tracheallunge übernimmt dann teilweise ihre Funktion und ersetzt die fehlende Kapazität zur Sauerstoffaufnahme. Große Tracheallungen haben zum Beispiel die Gehäuseschnecken fressenden Schneckennattern (Dipsadinae), die Wassertrugnattern (Homalopsidae), sowie die Schleichenlurchfamilien Ichthyophiidae, Typhlonectidae und Uraeotyphlidae.